# Аммала (деревня)
Аммала — деревня в Козульском районе Красноярского края России. Административный центр Шадринского сельсовета. Находится на берегах реки Мостовая (приток Чулыма), примерно в 43 км к юго-юго-западу (SSW) от районного центра, посёлка Козулька, на высоте 294 метров над уровнем моря.

## Население
| 2010 |
| ---- |
| 67   |

По данным Всероссийской переписи, в 2010 году численность населения деревни составляла 67 человек (31 мужчина и 36 женщин).

## Улицы
Уличная сеть деревни состоит из 3 улиц.